# Hervé Faye

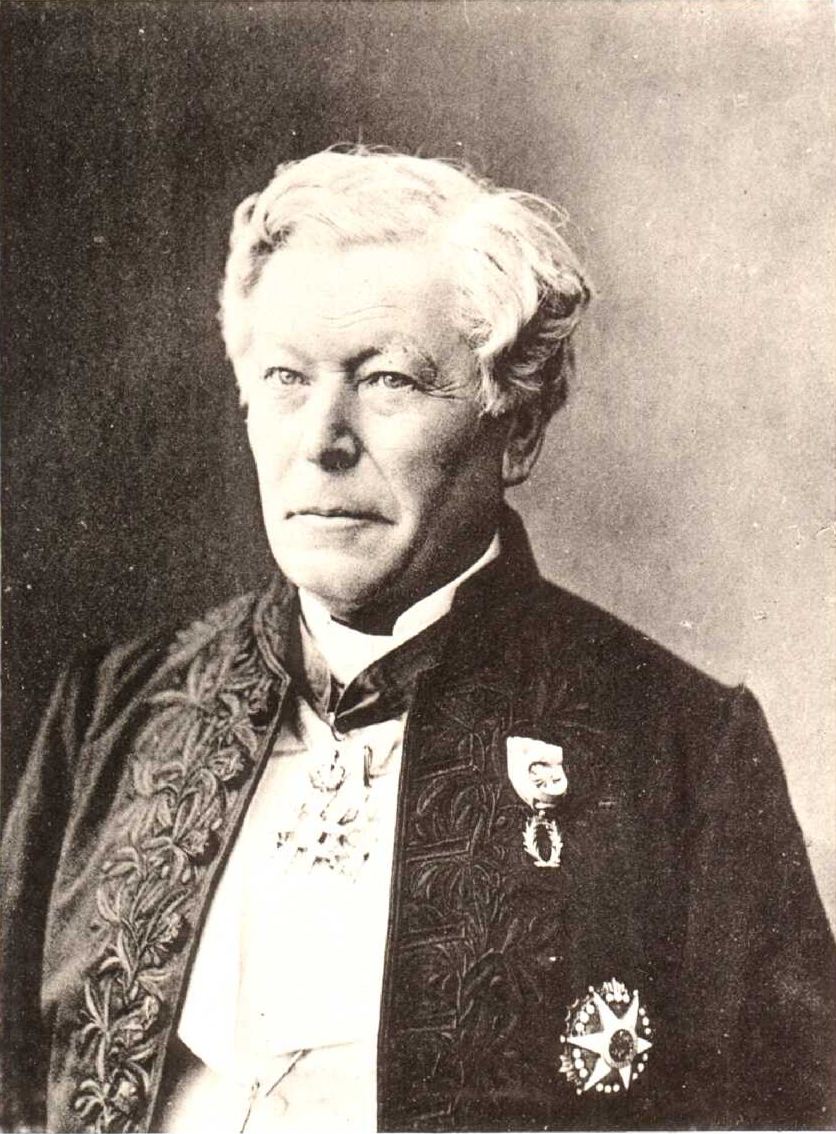
Hervé Faye

Hervé Auguste Étienne Albans Faye (* 3. Oktober 1814 in Saint-Benoît-du-Sault, Département Indre; † 4. Juli 1902 in Paris) war ein französischer Astronom.

## Leben
Faye begann 1836 am Pariser Observatorium als Praktikant. Er entdeckte 1843 den Kometen 4P/Faye und wurde dafür mit dem astronomischen Preis der Pariser Akademie der Wissenschaften, dem Prix Lalande, geehrt und 1847 selbst in die Akademie gewählt.
Er lehrte von 1848 bis 1853 Geodäsie an der École polytechnique und ging anschließend als Rektor und Professor für Astronomie nach Nancy. 1866 wurde er in die American Academy of Arts and Sciences und 1878 in die Académie royale des Sciences, des Lettres et des Beaux-Arts de Belgique gewählt. Von 1873 bis 1893 lehrte er Astronomie an der École polytechnique.
Faye wurde 1862 Mitglied und 1876 Präsident des Bureau des Longitudes und war 1877 für einige Wochen französischer Bildungsminister. Er wurde 1843 zum Ritter, 1855 zum Offizier und 1870 zum Kommandeur der Ehrenlegion ernannt. Von 1889 bis 1891 war er Präsident der Société astronomique de France.
1891 wurde er Präsident der permanenten Kommission der internationalen Erdmessung und arbeitete auf den Gebieten Meteorologie, Erdbebenforschung und Geodäsie.
Der Mondkrater Faye ist nach ihm benannt.